# ミッドナイト東海
ミッドナイト東海（ミッドナイトとうかい）は東海ラジオ放送のラジオ番組。東海ラジオで24時間放送が開始された2年後の1968年3月1日から1983年8月まで放送した。

## 番組の歴史

### 放送開始
1960年代の中頃、東京と大阪で開始していた深夜放送を東海ラジオが自社制作で作る契機となったのは「ゴールデンタイムにキャバレーやラブホテルなどのCMが多い為、それを深夜にまとめて移行したい」という思惑があった。当番組は1962年5月に放送開始した『ミッドナイトホール』（1966年5月まで、25:00(1:00) - 27:00(3:00)）、『オールナイトホール』（1966年6月 - 1969年6月、25:00(1:00) - 29:00(5:00)）に次ぐ深夜ワイド番組である。
名古屋のラジオやテレビ、舞台で活躍していた俳優の天野鎮雄。東海ラジオ アナウンサー（当時）の中神靖、岡本典子 の3人が月曜から土曜まで週2日ずつ担当する形で番組が始まったが、中神が番組を降板する事になった為、天野がNHKのテレビドラマで何度も共演していた森本レオを番組プロデューサーに推薦した。
当番組のオーディションで森本の自己流の型破りな表現にプロデューサーは眉をひそめたが、天野がスタッフを説得して、水曜と土曜の深夜を担当する2代目のパーソナリティとなった。この時に口癖であった「俺（おれ）」という言い方を注意されたことに反発して、俺をひっくり返して「森本レオ」を芸名とした話は有名である。こうして、3人とも同じ2月13日生まれのパーソナリティ「アマチン・リコタン・レオ」のトリオが誕生した。
当初は深夜の労働者向けの放送を意図していた為、成人対象の業種のCMを普通に流していたが、実際は受験生と大学生が多数を占めていると言うことが判り、CMを大幅に手直しする事になった。当番組の開始時は『オールナイトホール』に内包されていたが、『オールナイトホール』が終了した1969年6月以降は独立して単独番組となった。
リスナー層は中学生、高校生に広がり、「アマチン・リコタン・レオ」のパーソナリティ 3人は放送開始の約一年後には愛知県体育館でのファンの集いに一万人のリスナーを集めるなど、大人気となった。その後は1970年3月2日、鈴蘭高原スキー場で番組初のイベント「リコタン・レオと滑ろう」。夏休み御岳鈴蘭高原バスツアーなどのイベントを開催したが、このバスツアーの一般参加者の中に当時は高校1年生だった竹下景子がいた。竹下は天野のファンで、この時の出会いがきっかけとなり、NHK名古屋放送局 制作のテレビドラマ『中学生群像』（『中学生日記』の前身）を紹介され、女優デビューを果たした。このエピソードは『ぴったんこカン・カン』（TBSテレビ）のロケで、竹下が安住紳一郎とともに名古屋を訪れた際、天野によって語られている。
地元発の深夜放送として、若者に絶大な人気を博した番組となり、東海ラジオはニッポン放送 制作の深夜放送『オールナイトニッポン』のネット依頼を断った。オールナイトニッポンは1972年10月より、CBCラジオで第1部をネットすることになった。

### 新パーソナリティの登場
以降のパーソナリティはつボイノリオ、笑福亭鶴瓶、兵藤ゆき、宮地佑紀生、河原龍夫などが務めた。1972年5月からパーソナリティとなった、つボイは舌禍事件 を起こし、わずか 5ヶ月で番組を降板した。つボイ曰く「これが原因で、東海ラジオには出入り禁止となった」ことから、彼のラジオ パーソナリティとしての活動拠点がライバル局のCBCラジオへ移行。後に多くの看板番組を担当して、「CBCラジオの顔」と呼ばれる存在となった。森本レオも舌禍事件 を起こし、1972年7月22日の放送を最後に降板した。
1975年からパーソナリティを務めた鶴瓶は、当番組が名古屋のテレビ・ラジオを通じて、初めてのレギュラー番組であった。就任当初はリスナーからのハガキが届いておらず、自身でネタを繰り出すことで生放送を乗り切っていたという。やがて、学生の夏季休暇中の放送中に舌禍事件 を起こしたことをきっかけに、降板の寸前にまで追い込まれたが当時の中学生、高校生からの大量の署名が届いたことによって降板を回避。番組が終了するまでの9年間に渡って、木曜深夜の生放送の出演を続けた。担当期間中は基本として、生活の拠点がある大阪からスタジオのある名古屋まで新幹線で移動していたが、東京まで乗り過ごしたあげく、東京のホテルのロビーから電話で生放送に出たことがある。
1974年 当時の当番組の平均聴取率は2.2％、占有率は68.8％と、CBCラジオでネットしている『オールナイトニッポン』など在名他局の裏番組に差を付けて、中京広域圏でトップに立っていた。

### その他のエピソード
1974年、当時は無名だったフォークデュオ「グレープ」（さだまさし・吉田政美）の「精霊流し」を、蟹江篤子アナウンサーが担当曜日で毎週のように流し続けた。これをきっかけとして、名古屋地区のみならず、全国的な大ヒットとなった。
鶴瓶がコンサートツアーで名古屋のホテルに宿泊していた、さだにファンである旨のメッセージを置いていったところ、それを読んだ、さだが生放送中のスタジオにいきなり登場して、鶴瓶を驚かせた。それ以来、さだと鶴瓶は交友を深めていった。
この番組を通じて、さだと蟹江、鶴瓶の縁ができ、2007年にNHKで放送された『名古屋から生放送! 秋の夜長もさだまさし』では、NHKのスタジオに観覧に来ていた蟹江をさだが番組に出演させて、鶴瓶から生電話が掛かって来た。2009年、東海ラジオ創立50周年の際はさだが「トータルアドバイザー」として同局の様々なイベントに関わるなど、東海ラジオとの強い関係を築く元となった。
愛知県在住の漫画家 鳥山明はリスナーで、特に鶴瓶のファンであった。Dr.スランプで鶴瓶を勝手に描いたところ、リスナーが切り抜きを番組に送り、鶴瓶が「鳥山さん、これ聞いとる？」と発言、鳥山が番組に葉書を送り、これがきっかけで番組内で対談した。

### 放送終了
1983年8月に番組は放送終了を迎えたが、この番組の流れは、後にとびっきりNiGHT、SF Rock Stationと続き、現在の東海ラジオミッドナイトスペシャルへ引き継がれ、自社制作を維持し続けている。
最終回は愛知県体育館からの公開放送を実施。同番組の歴代リスナー7000人以上が集まり、16年半に及んだ番組を締めくくった。
この放送終了後、東海ラジオは「ミッドナイト」ならびに「東海」の2文字を深夜放送の番組名では長らく使用しなかった。

### 番組復活
当番組の土曜深夜枠の第1部であった『財津和夫の人生ゲーム』は番組を独立して、ミッドナイト東海の終了より4年後の1988年3月に終了したが、『財津和夫の人生ゲーム21』として、2001年12月より放送を開始した。2005年10月7日より、毎週金曜 24:00に、当番組のパーソナリティを務めた天野鎮雄と松原敬生（元・東海ラジオ アナウンサー）が隔週交替でパーソナリティを務める『ミッドナイト東海21』を開始。番組は2012年9月28日の放送で終了した。

## 番組テーマ曲
- 初代　ビリー・ヴォーン楽団『The Way Of Love』（恋のてくだ）
- 2代目　デニース・コッフィー『Ride, Sally, Ride』[19]

## パーソナリティ
- 天野鎮雄（初代パーソナリティ、月・木 → 月 ／ 1968年3月 - 1972年4月）
- 岡本典子（初代パーソナリティ、火・金 → 火 → 木・土 ／ 1968年3月 - 1973年5月、土 ／ 1975年4月 - 1975年6月）東海ラジオ アナウンサー（当時）
- 中神靖（初代パーソナリティ、水・土）東海ラジオ アナウンサー（当時）
- 森本レオ（森本羚夫）（2代目パーソナリティ、水・土 → 土 ／ 1968年 - 1972年7月22日　舌禍事件で降板）
- 梅村勝彦（水 ／ - 1972年3月、土 → 火・金 ／ 1972年7月29日 - 1973年3月）東海ラジオ アナウンサー（当時）
- 三浦恭子（木 → 水 ／ - 1972年9月）
- 小沢典子（木 ／ 1972年4月 - 1972年9月）
- おぎわら邦夫（金 ／ - 1972年9月）
- つボイノリオ（坪井のりお）（月 ／ 1972年5月 - 9月　舌禍事件で降板）
- 山平和彦（月・水 ／ 1972年10月 - 1973年12月）
- 名和秀雄（火・金 → 金 ／ 1972年10月 - 1975年3月）
- 小野修身（月・水 ／ 1972年10月 - 1973年3月）東海ラジオ アナウンサー（当時）
- 町田吉史（木・土 ／ 1972年10月 - 1973年3月）
- 山下裕子（木・土 → 水 ／ 1973年6月 - 1976年3月）
- 松原敬生（火 ／ 1974年1月 - 1976年6月） 東海ラジオ アナウンサー（当時）
- 柳家小三治（土 ／ 1974年1月 - 1975年3月）
- 石橋まち子（月 ／ 1974年1月 - 1975年3月）
- 蟹江篤子（木 → 金 ／ 1974年1月 - 1976年6月[20]）東海ラジオ アナウンサー（当時）
- 笑福亭鶴瓶（金 → 木 ／ 1975年4月 - 1983年8月）
- 宮地佑紀生（宮地由紀男）（月 ／ 1975年4月 - 1983年8月）
- 財津和夫（土1部 → 2部 ／ 1975年7月～　後に「財津和夫の人生ゲーム」として番組枠が独立）
- 柴田容子（火 ／ 1976年7月 - 1978年9月）
- 田村圭世子（金 ／ 1976年7月 - 1977年9月）
- 水野智代子（土2部 → 1部 ／ 1976年4月 - 1980年9月）
- 兵藤ゆき（水 → 金 ／ 1976年4月 - 1983年8月　田村圭世子の後継で金に移動）
- 奥山敬造（奥山景三）（水 ／ 1976年4月 - 1978年9月　兵藤ゆきとペアから枠移動に伴い、単独で担当）
- 麻世れいら（火 ／ 1978年10月 - 1982年3月　柴田容子の後継）
- 増井靖彦（水 ／ 1978年10月 - 1980年3月）
- 竹内正美（水 ／ 1980年4月 - 1981年3月）
- 河原龍夫（土 → 水 ／ 1980年10月 - 1983年8月）
- 重光久美（火 ／ 1982年4月 - 1983年8月）